# Harri Reiche

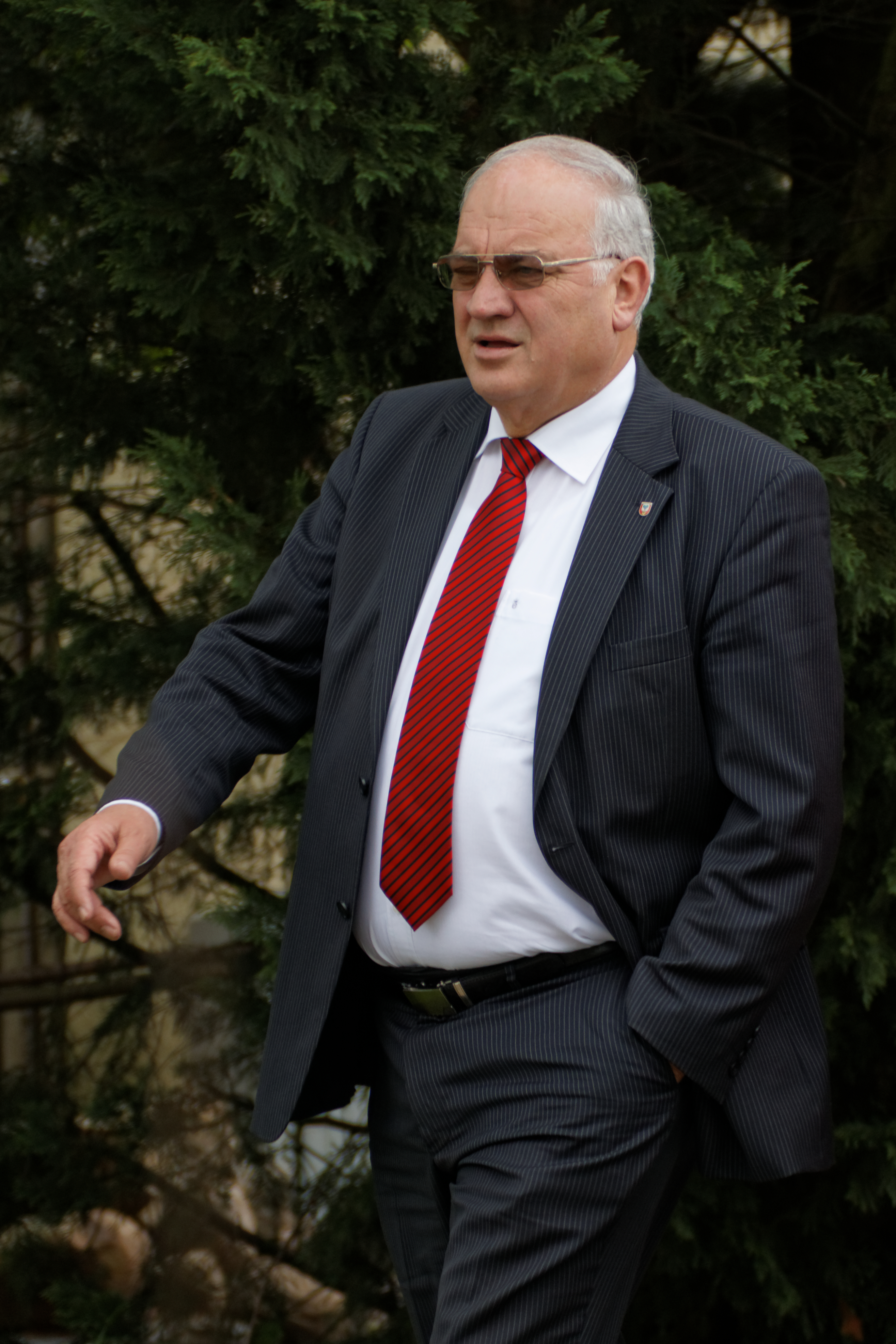
Harri Reiche, 2013

Harri Reiche (* 28. Februar 1953 in Wohlmirstedt) ist ein deutscher Kommunalpolitiker.

## Leben

### Ausbildung und Beruf
Reiche absolvierte nach einer Ausbildung zum Kessel- und Behälterbauer die Meisterausbildung. Er ist verheiratet.

### Politische Karriere
Reiche war von 1979 bis 1989 Mitglied der SED. Er absolvierte einen Lehrgang an der Parteischule der SED in Ballenstedt. Von 1985 bis 1994 war Reiche Bürgermeister der Gemeinde Wohlmirstedt.
1999 kandidierte der mittlerweile parteilose Reiche für einen Sitz im Kreistag. Dort schloss er sich der SPD-Fraktion an und wurde zum Fraktionschef gewählt. Durch Unstimmigkeiten innerhalb der Fraktion, ob ein Parteiloser Fraktionschef sein sollte, kam es zur Spaltung der Fraktion, so dass zeitweise zwei SPD-Fraktionen im Kreistag existierten. Dies konnte erst mit Reiches Eintritt in die Partei gelöst werden.
Bei den Kommunalwahlen 2001 wurde Reiche als SPD-Kandidat zum Landrat des Burgenlandkreises gewählt. Im Jahr 2004 trat er aus der SPD wieder aus. Als der Landkreis im Zuge der zweiten Kreisgebietsreform am 1. Juli 2007 im neu entstandenen Burgenlandkreis aufging, wurde der parteilose Reiche von dem Kreisverband Burgenland der CDU als Kandidat nominiert. Unterstützt wurde er ebenfalls von der FDP. Reiche setzte sich im ersten Wahlgang am 22. April 2007 mit 51,5 Prozent der Stimmen gegen seine Mitbewerber durch. Am 10. Januar 2014 kündigte Reiche an, zur nächsten Landratswahl im selben Jahr nicht wieder anzutreten und damit aus dem Amt auszuscheiden. Neuer Landrat wurde Götz Ulrich.
Neben seiner Tätigkeit als Landrat war Reiche ab dem 1. Juni 2013 Vizepräsident des Landkreistages Sachsen-Anhalt. Er rückte damit für Ulrich Gerstner nach, der seinerseits anstelle von Michael Ermrich neuer Präsident des Landkreistages wurde. Dieses Amt bekleidete Reiche bis zu seinem Ausscheiden als Landrat 2014. Neuer Vizepräsident wurde der Landrat des Landkreises Anhalt-Bitterfeld, Uwe Schulze.

### Ehrungen
- 2022: Verdienstkreuz am Bande des Verdienstordens der Bundesrepublik Deutschland[8]